# گربه‌زبادیان
گربه‌زبادیان (نام علمی: Viverrinae) نام یک زیرخانواده از تیره گربه‌زبادان است.